# Пархоменко Сергій Борисович
Сергій Борисович Пархоменко (нар. 13 березня 1964, Москва, Російська РФСР) — російський видавець, журналіст і радіоведучий, колумніст, політичний оглядач.

## Життєпис

### Діяльність
Засновник і перший головний редактор журналу «Итоги», політичний репортер і оглядач щоденних газет «Независимая газета».
Член Комітету 2008. Автор ідеї та найменування громадського руху «Товариство синіх відерець» і перших публічних акцій навесні 2010 року. Входив до Оргкомітету мітингів опозиції в кінці 2011 — початку 2012 року. Навесні 2012 став одним із співзасновників «Ліги виборців» і організатором проєкту масових протестних судових позовів «Всі в суд!».
У 2013 увійшов в число співзасновників та активістів мережевої спільноти «Діссернет».
Учасник конгресу «Україна — Росія: діалог», що пройшов 24-25 квітня 2014 року в Києві.
В 2015 заснував проєкт «Остання адреса».

### Виключення з ПЕН-Центру
З травня 2014 року по 10 січня 2017 року — член Російського ПЕН-Центру, російського відділення міжнародної організації ПЕН-клуб. 10 серпня 2017 був виключений з організації. Вважає, що рішення про виключити було прийняте через пост у соціальній мережі «про ганьбу, яка спіткала Русский ПЕН-Центр, коли його начальники почали публічно відмовлятися від заяви на підтримку Олега Сенцова». Найближчими днями на знак солідарності з Пархоменком ПЕН-Центр покинули Нобелівський лауреат Світлана Алексієвич, Борис Акунін.